# Michael Giacchino
Michael Giacchino (Municipio de Riverside, Nueva Jersey, 10 de octubre de 1967) es un compositor de bandas sonoras y director estadounidense.

## Carrera
Su primer trabajo fue la banda sonora del videojuego El mundo perdido, adaptación de la película del mismo nombre, que a su vez era la secuela de Parque Jurásico.
En sus inicios, en la primera mitad de la década de 2000 a 2010, se destacó principalmente por las partituras de la serie de videojuegos ambientados en la Segunda Guerra Mundial Medal of Honor, en especial el segundo, tercer y cuarto título: Underground, Frontline y Allied Assault.
En la segunda mitad de dicha década realizó trabajos para televisión y cine, entre los que se cuentan algunas producciones de J. J. Abrams, como Alias o Lost, y las películas de animación de Pixar dirigidas por Brad Bird.
Es ganador de un premio Óscar, en 2010, a la mejor banda sonora por su trabajo en la película Up, de Pixar. Y del Premio Goya mejor música original 2024 por La sociedad de la nieve, de J. Bayona.
En 2022 debuta como director con la presentación especial de Marvel Studios para Halloween La maldición del hombre lobo.

## Filmografía

### Como compositor
| Año  | Título                                | Director(a)                           | Notas                             |
| ---- | ------------------------------------- | ------------------------------------- | --------------------------------- |
| 1997 | Engaño legal                          | Monika Harris                         |                                   |
| 1999 | My Brother the Pig                    | Erik Fleming                          |                                   |
| 2001 | El problema con Lou                   | Gregor Joackim                        |                                   |
| 2003 | Pecado                                | Michael Stevens                       |                                   |
| 2004 | Los Increíbles                        | Brad Bird                             | Primera película con Brad Bird    |
| 2005 | Sky High                              | Mike Mitchell                         |                                   |
| 2005 | Mago de Oz de los Muppets             | Kirk Thatcher                         |                                   |
| 2005 | The Family Stone                      | Thomas Bezucha                        |                                   |
| 2006 | Buscando comedia en el mundo musulmán | Albert Brooks                         |                                   |
| 2006 | Misión: Imposible III                 | J. J. Abrams                          | Primera película con J. J. Abrams |
| 2007 | Ratatouille                           | Brad Bird                             |                                   |
| 2008 | Cloverfield                           | Matt Reeves                           |                                   |
| 2008 | Speed Racer                           | Hermanas Wachowski                    |                                   |
| 2009 | Star Trek                             | J. J. Abrams                          |                                   |
| 2009 | Up                                    | Pete Docter y Bob Peterson            |                                   |
| 2009 | Tierra de los perdidos                | Brad Silberling                       |                                   |
| 2009 | Días de la Tierra                     | Robert Stone                          |                                   |
| 2010 | Let Me In                             | Matt Reeves                           |                                   |
| 2011 | Cars 2                                | John Lasseter                         |                                   |
| 2011 | Super 8                               | J. J. Abrams                          |                                   |
| 2011 | Monte Carlo                           | Thomas Bezucha                        |                                   |
| 2011 | 50/50                                 | Jonathan Levine                       |                                   |
| 2011 | Misión imposible: Protocolo fantasma  | Brad Bird                             |                                   |
| 2012 | John Carter                           | Andrew Stanton                        |                                   |
| 2013 | Star Trek: en la oscuridad            | J. J. Abrams                          |                                   |
| 2014 | Dawn of the Planet of the Apes        | Matt Reeves                           |                                   |
| 2014 | This Is Where I Leave You             | Shawn Levy                            |                                   |
| 2015 | El destino de Júpiter                 | Hermanas Wachowski                    |                                   |
| 2015 | Tomorrowland                          | Brad Bird                             |                                   |
| 2015 | Jurassic World                        | Colin Trevorrow                       |                                   |
| 2015 | Inside Out                            | Pete Docter                           |                                   |
| 2016 | Zootopia                              | Byron Howard, Rich Moore y Jared Bush |                                   |
| 2016 | Star Trek Beyond                      | Justin Lin                            |                                   |
| 2016 | Doctor Strange                        | Scott Derrickson                      |                                   |
| 2016 | Rogue One: una historia de Star Wars  | Gareth Edwards                        | Reemplazó a Alexandre Desplat     |
| 2017 | Spider-Man: Homecoming                | Jon Watts                             |                                   |
| 2017 | War for the Planet of the Apes        | Matt Reeves                           |                                   |
| 2017 | Coco                                  | Lee Unkrich                           |                                   |
| 2018 | Los Increíbles 2                      | Brad Bird                             |                                   |
| 2018 | Jurassic World: el reino caído        | J.A. Bayona                           |                                   |
| 2018 | Bad Times at the El Royale            | Drew Goddard                          |                                   |
| 2019 | Spider-Man: Lejos de casa             | Jon Watts                             |                                   |
| 2019 | Jojo Rabbit                           | Taika Waititi                         |                                   |
| 2021 | Spider-Man: No Way Home               | Jon Watts                             |                                   |
| 2022 | The Batman                            | Matt Reeves                           |                                   |
| 2022 | Lightyear                             | Angus MacLane                         |                                   |
| 2022 | Thor: Love and Thunder                | Taika Waititi                         |                                   |
| 2023 | Next Goal Wins                        | Taika Waititi                         |                                   |
| 2023 | La sociedad de la nieve               | J. A. Bayona                          |                                   |
| 2024 | Inside Out 2                          | Kelsey Mann                           |                                   |
| 2025 | Smurfs                                | Chris Miller                          |                                   |

### Como Escritor
| Año  | Título | Director(a) | Notas                                        |
| ---- | ------ | ----------- | -------------------------------------------- |
| 2017 | Cars 3 | Brian Fee   | Primera Película con Brían Fee antes de Coco |

### Como director
| Año  | Título            | Director(a)       | Notas                                                                     |
| ---- | ----------------- | ----------------- | ------------------------------------------------------------------------- |
| 2019 | Ephaim and DOT    | Michael Giacchino | Debut como director en el episodio animado de Star Trek, Short Trek 2019. |
| 2022 | Werewolf by Night | Michael Giacchino | Especial de televisión.                                                   |

## Premios y nominaciones
Premios Óscar
| Año  | Categoría                   | Película    | Resultado |
| ---- | --------------------------- | ----------- | --------- |
| 2008 | Mejor banda sonora original | Ratatouille | Nominado  |
| 2010 | Mejor banda sonora original | Up          | Ganador   |

Premios Globo de Oro
| Año  | Categoría                   | Película | Resultado |
| ---- | --------------------------- | -------- | --------- |
| 2010 | Mejor banda sonora original | Up       | Ganador   |

Premios Grammy
| Año  | Categoría                             | Película       | Resultado |
| ---- | ------------------------------------- | -------------- | --------- |
| 2005 | Mejor Música Soundtrack Álbum         | Los Increíbles | Nominado  |
| 2005 | Mejor Composición Instrumental        | Los Increíbles | Nominado  |
| 2008 | Mejor Música Soundtrack Álbum         | Ratatouille    | Ganador   |
| 2010 | Mejor Música Soundtrack Álbum         | Up             | Ganador   |
| 2010 | Mejor Composición Instrumental        | Up             | Ganador   |
| 2010 | Mejor Música de Álbum de Banda Sonora | Star Trek      | Nominado  |
| 2010 | Mejor arreglo instrumental            | Up             | Nominado  |

Premios Emmy
| Año  | Categoría                                | Película | Resultado |
| ---- | ---------------------------------------- | -------- | --------- |
| 2005 | Mejor Composición Musical para una Serie | Lost     | Ganador   |
| 2008 | Mejor Composición Musical para una Serie | Lost     | Nominado  |
| 2010 | Mejor Composición Musical para una Serie | Lost     | Nominado  |

Premios BAFTA
| Año  | Categoría             | Película | Resultado |
| ---- | --------------------- | -------- | --------- |
| 2010 | Mejor Música Original | Up       | Ganador   |

Premios Goya
| Año  | Categoría             | Película                | Resultado |
| ---- | --------------------- | ----------------------- | --------- |
| 2024 | Mejor Música Original | La sociedad de la nieve | Ganador   |

### Videojuegos
- 2001 Premio Original Music Composition en los Interactive Achievement Awards por Medal of Honor: Underground.
- 2003 Premio Excellence in Audio en los Game Developers Choice Awards por Medal of Honor: Allied Assault.
- 2003 Premio Original Music Composition en los Interactive Achievement Awards por Medal of Honor: Frontline.
- 2006 Mejor sonido de PlayStation 2 de 2006, premio otorgado por IGN por Black.